# Biscutella alcarriae
Biscutella alcarriae är en korsblommig växtart som beskrevs av A. Segura. Biscutella alcarriae ingår i släktet Biscutella och familjen korsblommiga växter. Inga underarter finns listade i Catalogue of Life.